# مرکز پزشکی دانشگاه کلمبیا

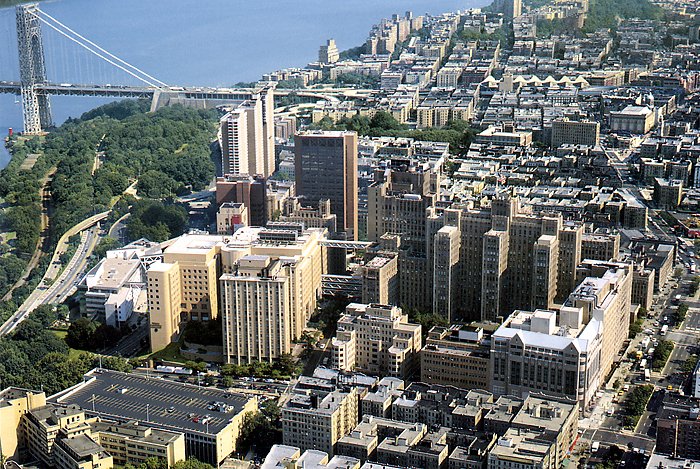
عکس هوایی مرکز پزشکی دانشگاه کلمبیا

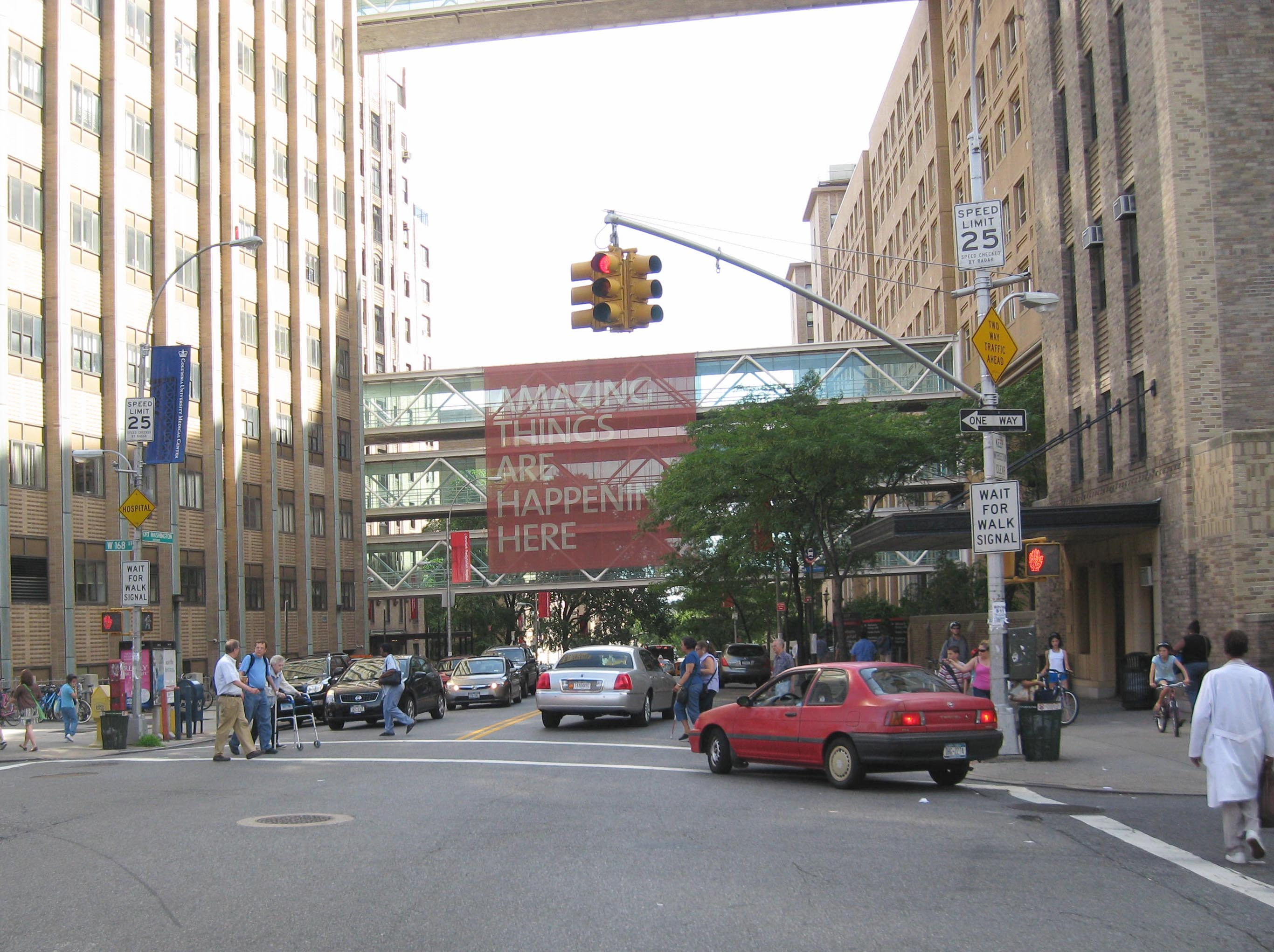
مجتمع بلوار واشنگتن فورت

مرکز پزشکی دانشگاه کلمبیا یکی از مراکز آموزشی دانشگاه کلمبیا است که شامل کالج پزشکان و جرّاحان (P&S)، کالج دندانپزشکی، دانشکده پزشکی و دانشکدهٔ بهداشت مِیْلمَن است. این پردیس شامل چندین ساختمان در منهتن است. بیمارستان پرسبیترین قسمتی از بخش‌های مرکز را در خود جای داده‌است.
این مرکز (CUMC) تا پیش از این به عنوان مرکز پزشکی کلمبیا-پرسبیترین شناخته می‌شد ولی بعدر از تشکیل بیمارستان نیویورک-پرسبیترین که از ادغام دو کالج پزشکی عضو آیوی لیگ (به انگلیسی: Ivy League) یعنی کالج پزشکی کورنل و کالج پزشکی کولمبیا تشکیل شد به نام فعلی تغییر کرد.
از نکات قابل توجه درباره این مرکز پیشگامی آن در علون پزشکی و افتخارات فراون از جمله چندین جایزه نوبل است.